# Cantone di Les Trois-Îlets
Il cantone di Les Trois-Îlets è una divisione amministrativa situato nel dipartimento e regione della Martinica.

## Comuni
- Les Trois-Îlets